# Mary Carmen Ramírez
María del Carmen Ramírez (Granada, 4 de septiembre de 1932), conocida como Mary Carmen Ramírez, es una mezzosoprano y actriz española.

## Mezzosoprano
Tras estudiar danza y canto en el Real Conservatorio Superior de Música de Madrid, junto al maestro Miguel Barrosa, se incorpora, en 1960, a una compañía aficionada al canto, encabezada por Pilar de Oro y Alfredo Gil y con la que trabaja en radio y realiza giras por distintos países como Japón, Corea, Filipinas, Nueva Zelanda o Australia.
A su regreso a España en 1963 decide dedicarse profesionalmente al canto y debuta en el Teatro de la Zarzuela de Madrid con Maruxa. Visto el éxito de la representación, es contratada por el Teatro en el que permanece a lo largo de la década de los sesenta, haciéndose merecedora del premio a la mejor cantante en 1967 por su interpretación de La chulapona. Durante esa época interpreta, entre otras, Agua, azucarillos y aguardiente, La rosa del azafrán, Gigantes y cabezudos, El barberillo de Lavapiés, Doña Francisquita, Luisa Fernanda, La revoltosa, La del soto del parral, Carnaval en Venecia... Realiza también giras por Uruguay, Paraguay, Brasil y Argentina.
En 1970 se incorpora a la Compañía Lírica Nacional como solista de la mano de José Tamayo, permaneciendo hasta 1987. Debuta con Antología de la Zarzuela y en los siguientes años, realiza diferentes giras, pisando los escenarios de Moscú (1982), Washington (1983), el Madison Square Garden de Nueva York (1984), París (1984), el Tokio (1985), Canadá (1986). Su repertorio incluye fundamentalmente Zarzuela. En ocasiones cultiva, sin embargo, también la Ópera, como sus representaciones de Carmen (1981), Payasos o Goyescas. Su última Zarzuela, por el momento, fue Doña Francisquita, en 1999.

## Actriz

### Cine
Su faceta de actriz cinematográfica la cultiva especialmente a partir de la década de los ochenta, debutando en dicho medio en 1985 con La corte de Faraón, de José Luis García Sánchez. Participa, posteriormente, entre otros títulos, en Las cosas del querer (1989), Una mujer bajo la lluvia (1992) y la oscarizada Belle Époque (1992), por la que es nominada al Premio Goya como Mejor Actriz de Reparto.

### Televisión
Desde principios de la década de los noventa ha centrado su actividad sobre todo en televisión, interviniendo en las series:
- Tercera planta, inspección fiscal (1991) en TVE.
- Los ladrones van a la oficina (1993-1994) en Antena 3.
- Aquí hay negocio (1995) en TVE.
- Manos a la obra (1998) en Antena 3.
- A las once en casa (1998-1999) en TVE.
- Ellas son así (1999) en Telecinco.
- ¡Ala… Dina! (2000-2002) en TVE.
- Capital (2004)
- Escenas de matrimonio (2007-2008) en Telecinco.

### Teatro
En 1976 protagonizó Los cuernos de don Friolera, de Valle-Inclán, dirigida por José Tamayo. En 2000 interpretó la comedia Que viene mi marido, de Carlos Arniches, junto a José Luis López Vázquez.

## Vida personal
Está casada con el tenor Francisco Saura (1936-2014).